# Veřejné ústřední jatky města Hradce Králové a Společenstva řezníků a uzenářů v Hradci Králové
Veřejné ústřední jatky města Hradce Králové a Společenstva řezníků a uzenářů v Hradci Králové byly společným podnikem královéhradecké obce a tamního řeznicko-uzenářského společenstva. Postaveny byly na Pražském Předměstí v letech 1930–1931.

## Historie
V 90. letech 19. století užívali královéhradečtí řezníci jatka na Pražském Předměstí, a to ve dvou souběžných podélných budovách čp. 244 a 505, které patřily Juliu Pokornému a V. Günzburgovi. Provozně a zdravotně však již nevyhovovaly, protože měly být založeny již v roce 1832, a město je proto roku 1896 dalo zavřít. Vzápětí pověřilo městského architekta Viktora Weinhengsta návrhem nových jatek u Pouchova, nakonec však byla v letech 1899–1900 vystavěna nákladem 140 024,15 K na pravém labském břehu u Moravského mostu, kde se ročně poráželo 1 600 ks velkého a 1 400 ks malého dobytka a v roce 1905 bylo navíc zřízeno dobytčí tržiště. Místo se záhy ukázalo jako chybně zvolené, protože jatka nebylo možno napojit na železniční vlečku a jejich provoz byl ukončen již roku 1931, budovy pak sloužily jako městská zastavárna a opravny s garážemi Autodrah města Hradce Králové.

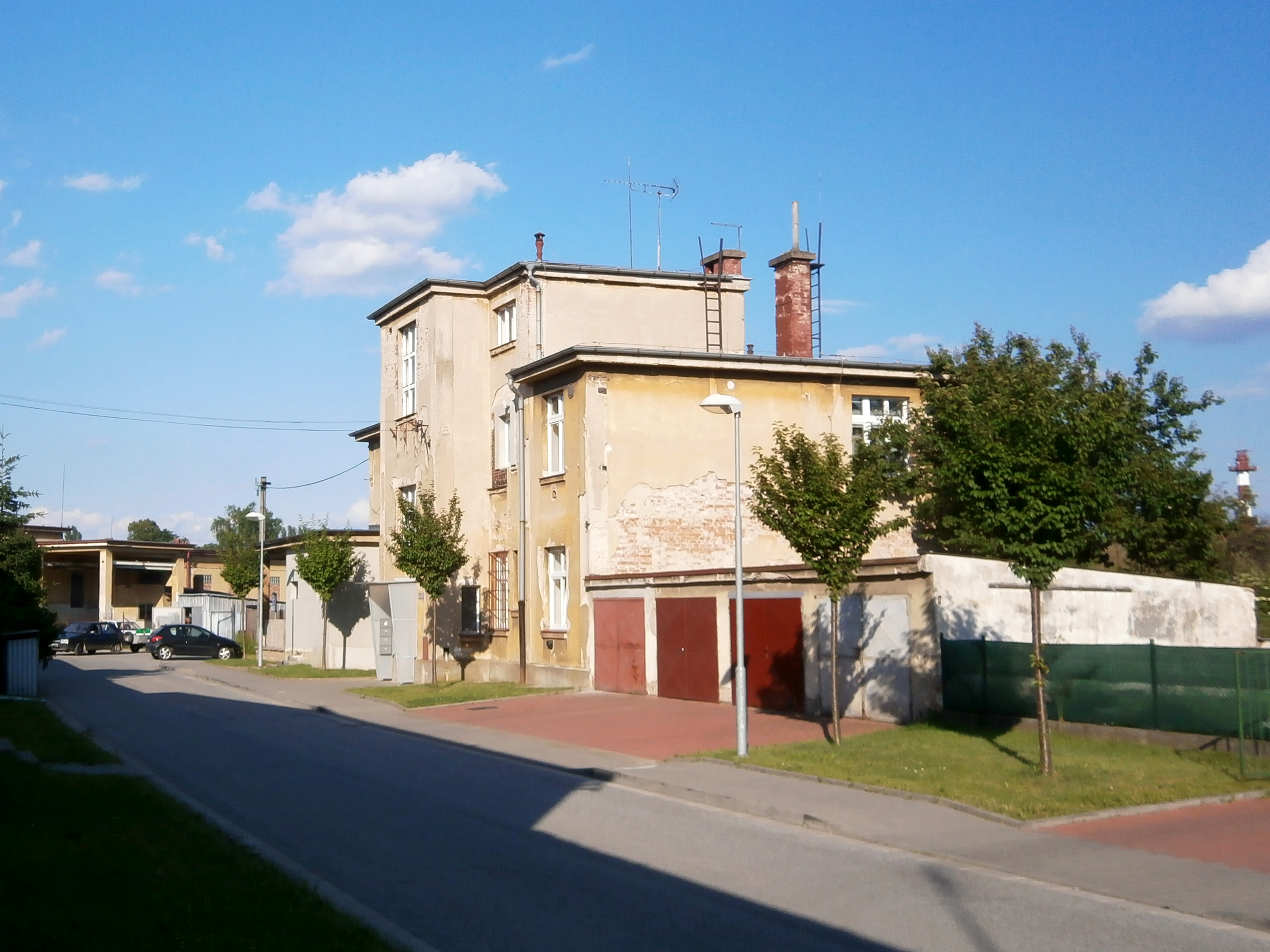
Budova, kde sídlily laboratoře

V roce 1926 Společenstvo řezníků a uzenářů v Hradci Králové koupilo veřejné jatky v Pražském Předměstí s přiléhajícími pozemky o velikosti kolem 5 korců a železniční vlečkou. Původně byly jatky majetkem řezníků Kleinera, Holuba a Balcara, od nichž je koupilo prodejní družstvo řezníků a uzenářů „Jednota“. V následujícím období začalo vyjednávání mezi společenstvem a oběma dotčenými obcemi o zřízení společných jatek.
3. ledna 1928 projednávalo královéhradecké městské zastupitelstvo otázku koupě budovy čp. 244 na Pražském Předměstí a zřízení nových veřejných jatek. Po objasnění některých aspektů byl tento návrh přijat. Tím dosavadní jatky na Pražském Předměstí ve vlastnictví Jednoty řezníků a uzenářů, měly koupí přejít na město Hradec Králové. Za budovy a pozemky mělo město dát 900 000 Kč, za stroje a vnitřní zařízení 215 000 Kč. Dále bylo usneseno povolit půjčku 3,5 milionu Kč na úplné vybavení jatek. Společenstvu řezníků měla být také předána polovina členských míst v jatečním odboru, jehož předsedou musel být vždy člen městské rady. Ale jednota řezníků ve své valné hromadě nedala souhlas k tomuto řešení. Důvodem bylo to, že neměla dostatek peněz, aby se stala polovičním podílníkem. Teprve poté, když se jí podařilo sehnat potřebný kapitál, znovu navázala jednání s obcí. 15. března 1928 tak o koupi jatek znovu jednalo královéhradecké městské zastupitelstvo. To schválilo společnou koupi i provoz jatek, přičemž oba podílníci museli sehnat polovinu z pořebných 5 500 000 Kč. 16. dubna téhož roku prošel souhlasně tento návrh okresní správní komisí.

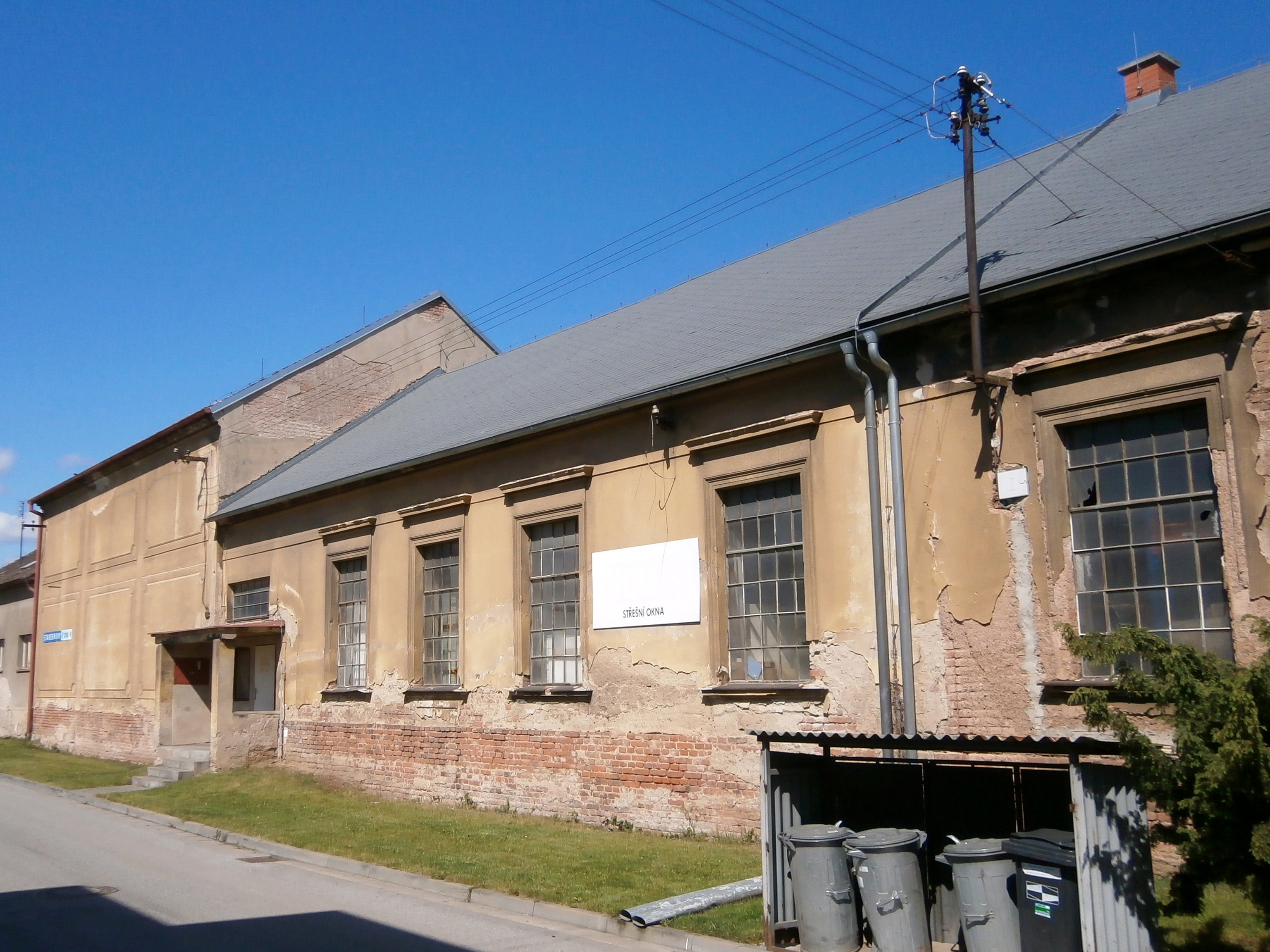
Část areálu jatek

27. dubna 1929 bylo ve schůzi městského zastupitelstva v Hradci Králové usneseno, že královéhradecká obec přenese nucenou jatečnost a povinnou zdravotní prohlídku dovezeného masa a masných výrobků na společenství jatky na Pražském Předměstí, které dosud užívaly práva veřejné jatečnosti pro obvod města Pražského Předměstí. Městské zastupitelstvo Pražského Předměstí schválilo návrh společného jatečného obvodu již 23. března 1929, to královéhradecké až onoho 27. dubna téhož roku, kdy bylo také odhlasováno uzavření půjčky 3 milionů Kč u městské spořitelny v Náchodě ke krytí nákladu na zřízení nových veřejných jatek místo těch dosavadních pražskopředměstských. Obě města následně utvořily společný obvod pro nucenou jatečnost a povinný zdravotní dozor na jatkách, jakož i pro zdravotní prohlídku na jatky dovezeného masa a jiných masných výrobků, pak pro zdravotní kontrolu v řeznických a uzenářských živnostech a prohlídku potravin vůbec.
15. dubna 1930 oznámil starosta Pilnáček, že plány a rozpočty nových jatek jsou do 22. dubna téhož roku vyloženy k veřejnému nahlédnutí. 28. dubna 1930 byla městským zastupitelstvem schválena koupě jatek i s příslušnými pozemky za 1 240 000 Kč a zvýšení původní půjčky na 4 200 000 Kč. První ofertní řízení vypsala městská rada, druhé správní rada jatek, která navrhla zadání stavby staviteli Fňoukovi za paušál 1 455 000 Kč a řemeslné práce nejlevnějším oferentům v celkovém objemu 1 695 221 Kč. Proti tomuto ofertnímu řízení byl podán jeden protest 14 členy městského zastupitelstva za občanské strany, druhý měli na svědomí národní socialisté. Stavba byla nakonec zadána podle návrhu městské rady, a to včetně dodávky strojního zařízení od Škodových závodů za 785 000 Kč a daň z obratu a přeložení vlečky nákladem 4 000 Kč. 12. května 1930 byl pověřen dozorem při stavbě městský inženýr E. Pražan. 26. června 1930 byl schválen návrh správní rady jatek, aby bylo staviteli Fňoukovi uznáno 12 000 Kč za vícepráce, spojené se změnou izolačního zařízení. 12. listopadu téhož roku byl schválen návrh řádu jatečného i ohlédacího a 24. listopadu tržního řádu na jatkách. O 3 dny později bylo na městském zastupitelstvu oznámeno, že stavba transformační stanice v nových jatkách byla zadána staviteli Fňoukovi za paušál 5 360 Kč. Zároveň byly schváleny poplatky za zvěropolicejní prohlídku dobytka a masa, provozní řád nových jatek a jateční poplatky, přenesení nucené jatečnosti z obvodu Hradce Králové na nové jatky od 1. ledna 1931.
Staré městské vozové váhy z Karlovy třidy, která byla nahrazena novou, bylo roku 1930 použito na společenských jatkách na Pražském Předměstí. Nové jatky byly dokončeny v roce 1931 a v provozu byly od 1. dubna téhož roku. Byla zde postavena chladírna masa, hala dobytčí tržnice a halový objekt s osmi porážecími stanovišti a manipulační dráhou, kompresorová chladírna a pomocné provozy, budova čp. 816 byla určena pro laboratoře, kanceláře a v patře byty zaměstnanců. Vše vzniklo podle projektu městského stavitele Josefa Vyleťala a provedla je již zmíněná firma Josefa Fňouka z Hradce Králové.

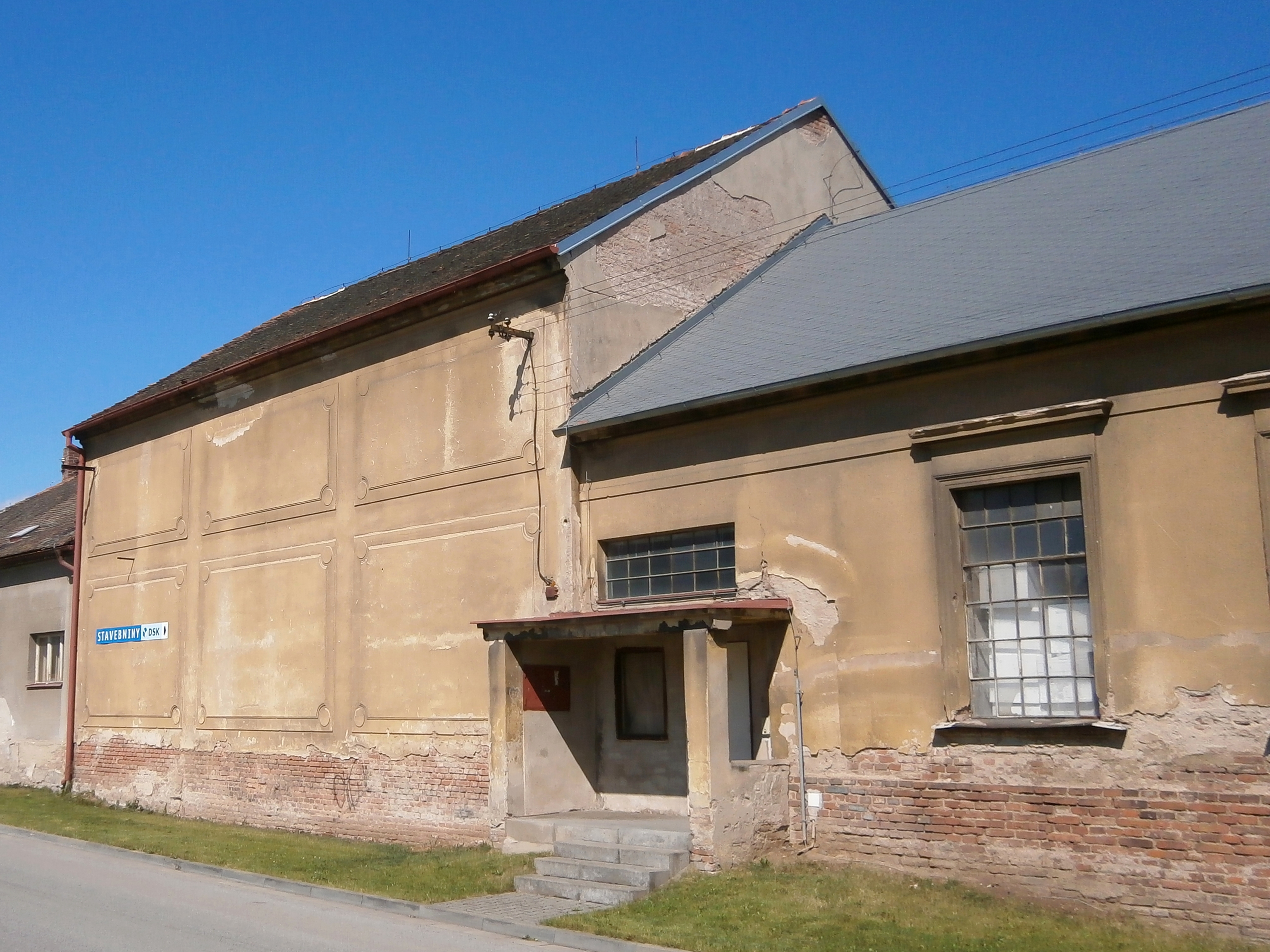
Část areálu jatek

Jatky přečkaly nejen období německé okupace, ale i nástup komunistického režimu. V roce 1940 došlo ke schválení koupě pozemků a rozšíření jatek o kancelářské místnosti. Přístavba byla schválena koncem roku 1940 a v následujícím roce dokončena. Jednáno též o převzetí ústředních jatek do výhradního vlastnictví obce, k čemuž následně došlo. V roce 1946 bylo MNV zamítnuto navrácení poloviny jatek společenstvu řezníků a uzenářů. Jediné, co se podařilo společenstvu získat, bylo paritní zastoupení v jateční komisi. 14. října téhož roku došlo k explozi svítiplynu v laboratoři městských jatek. Vyhláškou ministerstva zdravotnictví z 25. března 1948 jsou jatky prohlášeny celní služebnou, při které může být prováděno vyšetřování cizozemského masa, a to pro železniční zásilky. Po otevření masokombinátu v Březhradě zde byl umístěn pouze nucený výsek, v němž byl v roce 1962 navíc omezen provoz. Zanikl v roce 1993 a následujícího roku byla v bývalých jatkách otevřena prodejna stavebnin, jinak je areál v dezolátním stavu.
V současnosti probíhá boj za záchranu této stavby před demolicí.